# سامانثا موغاتسيا
سامانثا موغاتسيا (بالإنجليزية: Samantha Mugatsia)‏ هي مُمثلة كينية.

## أعمالها
- 2018: «رفيقي» (بالإنجليزية: Rafiki)‏ في دور كينا موورا.[2][3]
- 2018: «الضيف» (بالفرنسية: L'invité)‏.

## روابط خارجية
سامانثا موغاتسيا على موقع IMDb (الإنجليزية)
- سامانثا موغاتسيا على موقع ألو سيني (الفرنسية)